# Jeg - en kvinde
Jeg - en kvinde  («Yo, una mujer» en danés original) es una película erótica sueco-danesa de 1965 dirigida por Mac Ahlberg en su debut cinematográfico, escrita por Peer Guldbrandsen y protagonizada por Essy Persson en su debut cinematográfico, que cuenta cómo una joven enfermera explora su libertad sexual. La película tuvo una gran popularidad en los principales cines estadounidenses a fines de la década de 1960 tras ser estrenada allí bajo el título I, a Woman, que ayudó a iniciar una ola de películas de explotación sexual (sexploitation), e inspiró a Andy Warhol a escribir y dirigir su largometraje experimental I, a Man.

## Argumento
La joven enfermera Siv (Essy Persson) está frustrada por las estrictas restricciones de sus padres religiosos (Tove Maës y Erik Hell) y su aburrido prometido, Sven (Preben Kørning). En el hospital donde trabaja, un anticuario casado llamado Heinz Gersen (Preben Mahrt) coquetea con Siv. Aunque se le advierte que Gersen es un mujeriego, Siv le permite seducirla y tienen una aventura. Gersen le dice a Siv que la ama y le propone dejar a su esposa por ella. Habiendo descubierto recientemente un nuevo mundo de libertad sexual, Siv rechaza la propuesta de Gersen. Luego rompe su compromiso con Sven, se aleja de sus padres y encuentra un puesto de enfermera en otra ciudad. Siv conoce a un marinero, Lars (Bengt Brunskog), y comienzan una relación. Cuando Lars le propone matrimonio, Siv rompe con él. Siv comienza a salir con el Doctor Dam (Jørgen Reenberg) en el hospital donde trabaja. Dam también se enamora de Siv, por lo que deja de verlo y decide que ningún hombre solo cumplirá por completo sus propios deseos. Siv tiene un encuentro sexual con un extraño llamado Eric (Frankie Steele) que Siv se da cuenta de que encaja perfectamente con su propia promiscuidad. Eric le dice a Siv que no la volverá a ver porque tiene miedo de que ella se enamore de él.

## Reparto
- Essy Persson como Siv Esmuth.
- Preben Mahrt como Heinz Gersen, un anticuario.
- Jørgen Reenberg como el Dr. Dam.
- Tove Maës como Madre de Siv.
- Erik Hell como Padre de Siv.
- Preben Kørning como Sven, el prometido de Siv.
- Bengt Brunskog como Lars Thomsen, un marinero.
- Frankie Steel como Erik, el extraño.
- Ebba With como Jefa de Enfermeras.
- Wandy Tworek como violinista.
- Malene Schwartz como la voz de Siv (sobregrabación en danés).
- Carl Ottosen como la voz de Lars (sobregrabación en danés).

## Producción
Dirigida por Mac Ahlberg en su debut cinematográfico, y escrita por Peer Guldbrandsen, la película se basó en la exitosa novela de 1961 Jeg - en kvinde de Agnethe Thomsen escrita bajo su seudónimo Siv Holm. La historia, protagonizada por Essy Persson en su debut cinematográfico, cuenta cómo una joven enfermera se libera de una crianza reprimida para explorar la libertad sexual. También contó con estrellas de cine danesas establecidas, como Preben Mahrt, Jørgen Reenberg y Tove Maës.
Los derechos de distribución estadounidenses fueron adquiridos por Radley Metzger, quien editó la película para eliminar las analepsis, agregó títulos en inglés y la colocó en las salas de cine convencionales bajo el título en inglés I, a Woman. Metzger dijo que era «probablemente la primera película erótica feminista lanzada en los años 60 y presionó un botón con todas las mujeres en Estados Unidos». Al ganar más de 4 millones de dólares en los Estados Unidos, Metzger reconoció a I, a Woman como el principal catalizador de su posterior éxito en la realización de películas pornográficas. A pesar de las malas críticas de los principales medios de comunicación, el éxito de taquilla de la película alentó el desarrollo de la industria cinematográfica de explotación sexual (sexploitation). Según un artículo de la revista Variety, I, a Woman «se liberó a sí misma de las casas de explotación, invadió los suburbios e inmediatamente se convirtió en oro».

## Recepción
AllMovie escribió que como un «drama para adultos» y como «una de las primeras películas suecas de temática sexual en encontrar una audiencia (y un gran estreno) en Estados Unidos», I, a Woman fue «un éxito de taquilla sorpresa» que condujo tres años después a una secuela del mismo cineasta. Cuando The New York Times realizó una reseña de la secuela de 1968 Jeg - en kvinde 2, la encontraron «aburrida y sin sentido», especialmente en comparación con la película anterior que era «chisporroteante, mala... y una rotunda fuente de ingresos».
Roger Ebert criticó la película y dijo que si un espectador decidiera no ver una película en 1967, I, a Woman sería la que se perdería y, en comparación, «todas las otras películas horribles que he tenido que ver en este trabajo no eran tan malas». Lamentó cómo la publicidad comparó favorablemente la película con Querido John, Who's Afraid of Virginia Woolf?, Casino Royale e incluso Citizen Kane, y escribió que tenía «un trabajo de cámara poco interesante, actuaciones mediocres y una trama mecánica», así como subtítulos muy pobres que destruían el ambiente de la película «cada 10 minutos lanzando algo completamente vulgar, inoportuno o inapropiado». Ebert sintió que la película exhibía «la madurez de un niño de 13 años que hace girar el mango en el espectáculo de un centavo en una feria del condado». Por el contrario, TV Guide elogió a Essy Persson en este, su papel debut, y escribió: «La estética simple pero elegante de la película es un verdadero placer, incluso si en última instancia no pueden compensar una trama decepcionantemente delgada», y concluyó que «la película es más convincente cuando se ve a la luz del laborioso progreso del discurso feminista; es un artefacto de una época en la que la idea de que una mujer se hacía cargo de su vida sexual era arriesgada y revolucionaria».

## Lanzamiento
Los títulos de lanzamiento incluyen su Jeg - en kvinde original en Suecia y Dinamarca, Eu, Mulher en Brasil, Minä - nainen y Olen nainen en Finlandia, Moi, une femme en Francia, Erotismos en Grecia, Io una donna en Italia, Soy una mujer en México, Ik een Vrouw en Países Bajos, Jeg - en kvinne en Noruega, Jag - en kvinna en Suecia, Ja, Zena en Yugoslavia, Ich eine Frau en Alemania Occidental, y I, a Woman en los Estados Unidos.
Bajo su título original Jeg - en kvinde, la película se estrenó en cines de 1965 en Dinamarca el 17 de septiembre y en Suecia el 8 de noviembre. En 1966, la película se relanzó en Dinamarca el 4 de julio, seguida de estrenos el 12 de agosto en Alemania Occidental, otro relanzamiento en Dinamarca el 7 de septiembre. También en 1966, la película se estrenó en Estados Unidos el 11 de octubre en la ciudad de Nueva York y el 11 de noviembre en los Países Bajos. En 1967, la película se estrenó el 7 de julio en Chicago, Illinois y se volvió a estrenar en Dinamarca el 9 de agosto. En 1968, la película se estrenó el 11 de enero en Noruega, el 21 de febrero en Francia y el 1 de junio en Japón.

### Secuelas
Se produjeron dos secuelas: 2 - I, A Woman, Part II (1968), y The Daughter: I, A Woman Part III (1970). así como la comedia sexual danesa-sueca I, a Lover. La película I, a Woman también inspiró a Andy Warhol a escribir y dirigir su largometraje experimental I, a Man.